# Fronte Popolare (Spagna)
Il Fronte Popolare (in lingua spagnola Frente Popular, presentatosi in Catalogna e a Valencia sotto la denominazione di Front Català d'Esquerres - Fronte Catalano delle Sinistre) fu una coalizione elettorale e politica spagnola formatasi in seguito ad un patto firmato nel gennaio 1936, composta da varie organizzazioni di sinistra, creato su iniziativa di Manuel Azaña allo scopo di competere nelle elezioni di quell'anno.

## Storia
L'idea di fondare una coalizione unitaria della sinistra spagnola fu di Manuel Azaña Díaz, il quale individuò come causa della pesante sconfitta elettorale del '33 la decisione delle sinistre nazionalista, socialista e repubblicana di presentarsi separatamente al voto. Per scongiurare una nuova esclusione dal potere, che dopo quel voto era stato gestito da una coalizione tra i repubblicani di centro e la destra cattolica, Azaña propose una collaborazione ai socialisti. La fazione moderata del PSOE, capeggiata da Indalecio Prieto era ben contenta di tornare a collaborare con la sinistra repubblicana, ma trovò l'opposizione della corrente radicale guidata da Francisco Largo Caballero, il quale avrebbe preferito creare invece una coalizione di partiti "operai". Largo Caballero per dare il proprio assenso all'ingresso del PSOE nell'alleanza, ottenne che vi fosse ammesso anche il PCE.
Il Fronte Popolare sconfisse nelle elezioni del 1936 il Fronte Nazionale Controrivoluzionario (un insieme di partiti di destra, tra cui la CEDA), formando un nuovo governo. Manuel Azaña venne eletto Presidente della Repubblica nel maggio 1936. Nel luglio 1936, Francisco Franco ed altri generali conservatori o monarchici istigarono un colpo di Stato che diede inizio alla guerra civile spagnola (1936-1939). Il governo fornì armi ai gruppi organizzati dai sindacati (UGT e CNT) ed ai partiti operai (PSOE, PCE, POUM), che ebbero un iniziale successo nello sconfiggere le forze para-fasciste golpiste a Madrid, Barcellona, Bilbao e Valencia.
Alla fine, tuttavia, l'esercito di Francisco Franco, appoggiato dagli aiuti militari dell'Italia fascista e della Germania nazionalsocialista, riuscì a sconfiggere le forze del governo repubblicano, anche per la frammentazione del Fronte Popolare. Franco avrebbe governato la Spagna con la sua dittatura, fino alla sua morte avvenuta nel 1975.

## Compagine politica
Il Fronte Popolare comprendeva il Partito Socialista Operaio Spagnolo (PSOE), l'Unione Generale dei Lavoratori (UGT), il Partito Comunista di Spagna (PCE), il Partito Operaio di Unificazione Marxista (POUM) ed i repubblicani della Sinistra Repubblicana (IR, Izquierda Republicana, guidata da Azaña) e l'Unione Repubblicana (UR), guidata da Diego Martínez Barrio. Questo patto venne appoggiato dai nazionalisti galiziani e catalani e dai sindacati anarchici, come la Confederazione Nazionale Lavoratori (CNT).
Il Fronte era composto da due fazioni principali, una repubblicana e moderata, che aveva i suoi principali esponenti in Manuel Azaña (IR), Indalecio Prieto (PSOE) e Diego Martínez Barrio (UR), interessata a riprendere il programma di riforme sociali del biennio 1931-1933; e l'altra rivoluzionaria guidata da Francisco Largo Caballero (PSOE) e composta da socialisti rivoluzionarî, comunisti, ed anarchici, i quali vedevano la collaborazione con i politici "borghesi" come un modo da un lato per evitare l'eventuale messa al bando da parte dei partiti di destra, e dall'altro per legittimare il processo rivoluzionario che intendevano attuare.
Molti anarchici, che avrebbero in seguito combattuto assieme a queste forze durante la guerra civile spagnola, non lo appoggiarono durante le elezioni, invitando all'astensione.

## Programma politico
Il programma politico del Fronte Popolare comprendeva la difesa delle riforme sociali dei primi governi progressisti della Seconda Repubblica Spagnola (1931-1933) e la liberazione dei prigionieri politici della rivoluzione delle Asturie del 1934.

## Seggi parlamentari del Fronte Popolare
| Cortes de la Segunda República (1936) | Cortes de la Segunda República (1936)                    | Cortes de la Segunda República (1936) | Seggi     |
| ------------------------------------- | -------------------------------------------------------- | ------------------------------------- | --------- |
|                                       |                                                          | Partito Socialista Operaio Spagnolo   | 99 / 473  |
|                                       | Sinistra Repubblicana                                    | 87 / 473                              |           |
|                                       | Unione Repubblicana                                      | 38 / 473                              |           |
|                                       | Sinistra Repubblicana di Catalogna                       | 22 / 473                              |           |
|                                       | Partito Comunista di Spagna                              | 17 / 473                              |           |
|                                       | Azione Catalana                                          | 5 / 473                               |           |
|                                       | Unione Socialista della Catalogna                        | 4 / 473                               |           |
|                                       | Partito Galizianista                                     | 3 / 473                               |           |
|                                       | Partito Sindacalista - Partito Sindacalista Indipendente | 2 / 473                               |           |
|                                       | Partito Repubblicano Democratico Federale                | 2 / 473                               |           |
|                                       | Unione dei proprietari                                   | 2 / 473                               |           |
|                                       | Partito Nazionalista Repubblicano di Sinistra            | 2 / 473                               |           |
|                                       | Partito Operaio di Unificazione Marxista                 | 1 / 473                               |           |
|                                       | Partito Proletario Catalano                              | 1 / 473                               |           |
|                                       | Sinistra Valenciana                                      | 1 / 473                               |           |
|                                       | Indipendenti                                             | 1 / 473                               |           |
| Totale Fronte Popolare                | Totale Fronte Popolare                                   | Totale Fronte Popolare                | 287 / 473 |